# ژاکلین فونتین
ژاکلین فونتین (انگلیسی: Jacqueline Fontyn؛ زادهٔ ۲۷ دسامبر ۱۹۳۰) نوازنده پیانو، آهنگساز، مربی موسیقی، استاد دانشگاه، و رهبر (موسیقی) اهل بلژیک است.
همچنین برندهٔ جوایزی همچون جایزه بزرگ رم شده است.